# Юлій Юліан
Юлій Юліан (*Iulius (Ionius) Iulianus, д/н — після 325) — державний діяч Римської імперії.

## Життєпис
Походження достеменно невідоме. Точаться дискусії навіть щодо його номену — Юлій або Іоній. Відомостей про нього обмаль. У 314 році був префектом Єгипту. 
У 315—324 роках був префектом преторія при імператорові Ліцинії I. Під час служби отримав ранг vir eminentissimus. 324 року після перемоги імператора Костянтина I над Ліцинієм I залишився сенатором. У травні 325 року призначається консулом-суфектом. Подальша доля невідома, висловлюється думка, що до 328 року знову обіймав посаду префекта Єгипту, але це суперечливо.

## Родина
- Василина, дружина Юлія Констанція, консула 335 року